# Kampanjen mot atomvapen
Kampanjen mot atomvapen (KMA) var en svensk organisation som bildades 1961 av Bertil Svahnström.
KMA startades eftersom Aktionsgruppen mot svensk atombomb (AMSA), som hade startats 1958, hade blivit allt mindre aktivt efter att Socialdemokraterna 1959-1960 hade utarbetat och antagit en kompromisslinje i kärnvapenfrågan. Till skillnad mot det socialdemokraterna närstående AMSA var KMA även öppet för kommunister.